# I mondi
I mondi (noto anche come Mondi celesti, terrestri e infernali e I Mondi del Doni) è un romanzo filosofico-satirico e utopico di Anton Francesco Doni, pubblicato a Venezia in due parti nel 1552-1553.
L'opera assume la forma del dialogo rinascimentale, alternando prosa e inserti poetici. I mondi fu più volte ristampato fino alla fine del secolo e tradotto in francese.
È considerato un precursore della fantascienza italiana grazie alla descrizione di una città ideale circolare e a temi utopici ispirati a Utopia di Tommaso Moro, di cui lo stesso Doni aveva curato la pubblicazione a Venezia pochi anni prima, nel 1548.

## Storia editoriale

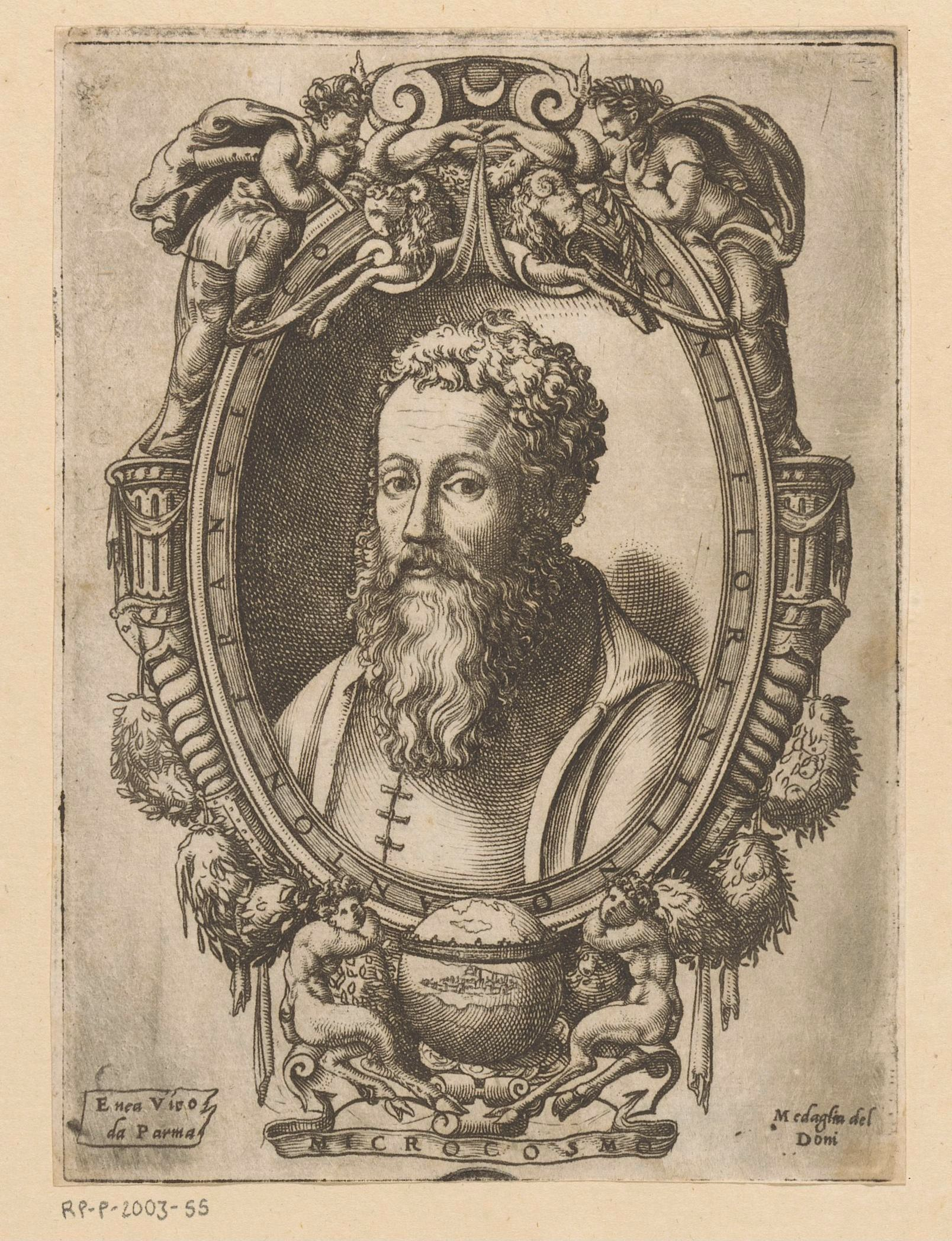
Anton Francesco Doni, incisione di Enea Vico, 1550

Il Libro primo uscì a Venezia nell'aprile 1552 presso Francesco Marcolini.
Il Libro secondo, intitolato Inferni, fu pubblicato dallo stesso stampatore nel 1553. Edizioni congiunte seguirono con i Giolito (1562), Farri (1567), de' Cavalli (1568), Farri (1575), Moretti (1583) e altre; l'opera fu tradotta in francese da Simon Chappuis (Lione, 1578 e seguenti).
L'edizione critica è I Mondi e gli Inferni, a cura di Patrizia Pellizzari, pubblicata da Einaudi (collana «I millenni») nel 1994.

## Trama

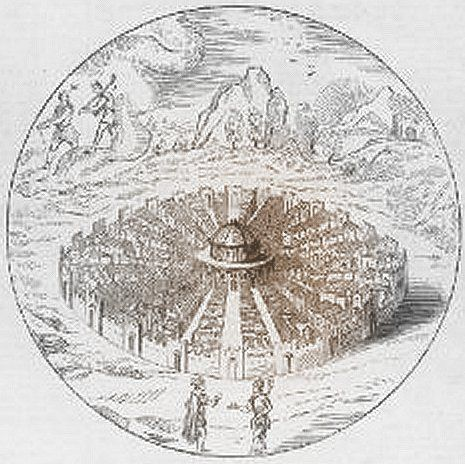
Illustrazione dall'edizione in francese del 1578

Il Libro primo è suddiviso in sette «mondi» (piccolo, grande, imaginato, misto, risibile, savio e pazzo, massimo) dove due interlocutori allegorici, Savio e Pazzo, discutono i difetti della società del tempo e descrivono la fondazione di una città perfettamente radiale. Il Libro secondo elenca sette Inferni tematici (degli scolari, dei mal maritati, dei ricchi avari, delle puttane, dei dottori ignoranti, dei poeti, dei soldati poltroni), con pene grottesche proporzionate alle colpe.

## Accoglienza e critica
Il romanzo ebbe una discreta fortuna nel Cinquecento, a giudicare delle numerose edizioni, anche postume. Varie censure colpirono il romanzo nei passi relativi all'organizzazione del sesso e all'eliminazione dei deformi.
Allan Cameron definisce I mondi «una utopia satirica» in cui l'ironia serve a immaginare forme di convivenza egualitaria. La critica recente colloca l'opera nel filone utopico cinquecentesco e ne sottolinea la polemica contro i costumi civili e religiosi dell'Italia rinascimentale.

## Edizioni
- Anton Francesco Doni, I Mondi del Doni, libro primo, 1ª ed., Venezia, Francesco Marcolini, 1552.[4][5]
- Anton Francesco Doni, Inferni del Doni academico pellegrino. Libro secondo de' Mondi, 1ª ed., Venezia, Francesco Marcolini, 1553.[1]
- Anton Francesco Doni, Mondi celesti, terrestri et infernali, de gli Academici Pellegrini, 2ª ed., Venezia, Gabriel Giolito de' Ferrari, 1562.[7]
- Anton Francesco Doni, Mondi celesti, terrestri et infernali, de gli Academici Pellegrini, Venezia, Domenico Farri, 1567.[8]
- Anton Francesco Doni, Mondi celesti, terrestri et infernali, de gli Academici Pellegrini. Di nuovo ristampati, Venezia, Giorgio de' Cavalli, 1568.[9]
- Anton Francesco Doni, Mondi celesti, terrestri et infernali, de gli Accademici Pellegrini, Venezia, Domenico Farri, 1575.[10]
- Anton Francesco Doni, Mondi celesti, terrestri et infernali, de gli Academici Pellegrini, Venezia, Niccolò Moretti, 1583.[11]
- Anton Francesco Doni, I Mondi e gli Inferni, a cura di Patrizia Pellizzari, collana I millenni, Torino, Einaudi, 1994, ISBN 9788806121693.[6]

### Traduzioni
- (FR) Anton Francesco Doni, Les Mondes celestes, terrestres et infernaux: le Monde petit, grand, imaginé, meslé, risible, des sages & fols et le trèsgrand, traduzione di Gabriel Chappuis, Lione, Barthelemy Honorati, 1578.[12]